# Bytom
Bytom je grad na jugozapadu Poljske. Ima oko 185.250 stanovnika (2009.). Od 1999. godine smješten je u Šleskom vojvodstvu, a do tada je bio u vojvodstvu Katowice (1975. – 1998.).

### Sport
- Polonia Bytom – nogometni klub
- Szombierki Bytom – nogometni klub

## Slavni stanovnici
- Grzegorz Gerwazy Gorczycki (1665. – 1734.)
- Ernst Gaupp (1865. – 1916.)
- Max Tau (1897. – 1976.)
- Leo Scheffczyk (1920. – 2005.)
- Edward Szymkowiak (1932. – 1990.)
- Józef Szmidt (1935.)
- Jan Liberda (1936.)
- Lucjan Lis (1950.)
- Leszek Engelking (1955.)
- Waldemar Legień (1963.)
- Paul Freier (1979.)

## Vanjske poveznice
- Grad Bytom (engleski)